# José Benedito Donadon-Leal

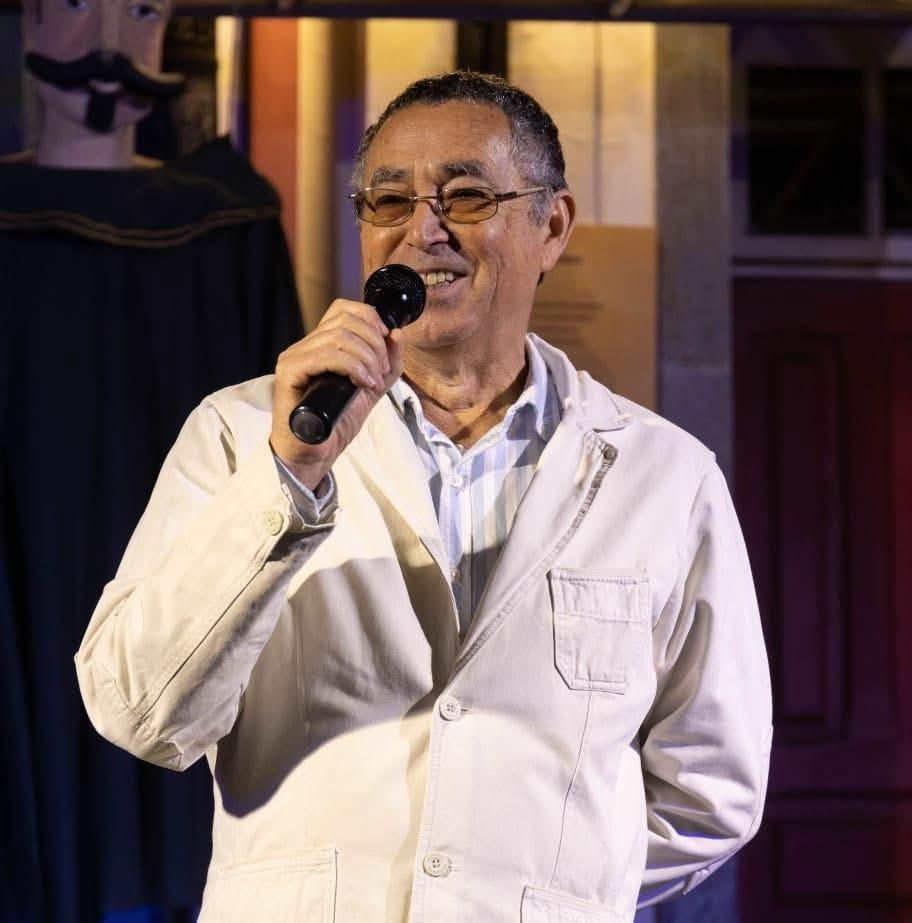

José Benedito Donadon Leal (São João do Caiuá, 01 de maio de 1959) é um escritor, poeta e ensaísta brasileiro. É criador, idealizador e membro do Movimento Aldravista. Imortal pela Academia Marianense de Letras, Ciências e Artes, sendo atualmente presidente da instituição. É professor emérito da Universidade Federal de Ouro Preto.

## Biografia
Nasceu em uma família de colonos que trabalhavam em uma grande fazenda de café, em São João do Caiuá, Paraná. Seu pai, Camilo Francisco Leal, era o colono administrador da propriedade, e por isso vivia em uma casa separada dos demais colonos, junto a sua esposa Sílvia Donadon Leal, e seus oito filhos. A situação relativamente estável da família mudou quando, em 1963, a fazenda foi destruida por uma grande geada. O proprietário da terra decidiu demitir todos os colonos e mudar a natureza dos negócios para a criação de gado.
A família emigrou para Maringá, onde o pai trabalhou como guarda-livros (contador). Na cidade residiu na rua Lima, 571, casa que o próprio pai construiu. Aos fundos havia uma pequena oficina em que o pai produzia colchões de capim para vender. José Benedito o ajudava na produção e já ia se iniciando na produção artistica e literaria conjuntamente a seu pai. Camilo era também poeta, artista plástico e músico, e teve seus escritos reunidos na obra Contos da Senzala, pelo próprio José Benedito.
A família desejava que José Benedito estudasse para ser padre. Desta forma, "De segunda a sexta-feira, Donadon frequentava o Colégio Estadual Dr. Gastão Vidigal e, aos finais de semana, frequentava aulas na instituição de formação religiosa." Quando estava prestes a ingressar no Seminário, ele revelou a sua família que não se tornaria padre, pois seu sonho era ser jornalista. Pela dificuldade financeira não conseguiu seguir seu sonho, ingressando na faculdade de Letras.

### Formação e atuação
Possui graduação em Letras Anglo Portuguesas pela Universidade Estadual de Maringá (1980), mestrado em Linguística pela Universidade Federal de Santa Catarina (1983) e doutorado em Linguística pela Universidade de São Paulo (1996). Tem experiência na área de Linguística, com ênfase em Semiótica, atuando principalmente nos seguintes temas: discurso, leitura, semiótica discursiva e textual, aldravismo e literatura.
Em 1984 tornou-se professor da Universidade Regional do Noroeste do Estado do Rio Grande do Sul. No mesmo ano prestou concurso para a Universidade Federal de Ouro Preto, onde assumiu o cargo de Professor Assistente em 24 de agosto. Em 2015 tornou-se Professor Titular. Em 2017, pouco depois de sua aposentadoria, recebeu o título de professor emérito. Na instituição foi um dos responsáveis pela criação do curso de Jornalismo.
Foi diretor do Instituto de Ciências Humanas e Sociais, da Universidade Federal de Ouro Preto, entre 31 de outubro de 1997 e 23 de março de 2000. Foi diretor interino do Instituto de Ciências Sociais Aplicadas, da mesma instituição, entre 23 de novembro de 2009 e 23 de novembro de 2010, e novamente entre 13 de dezembro de 2014 e 12 de dezembro de 2022. Já foi chefe do Departamento de Jornalismo, Serviço Social e Ciências Sociais entre outubro de 2013 e dezembro de 2014.

### Academia Marianense de Letras, Ciências e Artes
Tornou-se imortal pela Academia Marianense de Letras, Ciências e Artes em 2004. Atuou como vice-presidente na gestão da acadêmica Hebe Rôla. Desde 2024 assumiu o cargo de presidente da instituição.

### Vida pessoal
Tem dois filhos, Rafael e Talita. Atualmente, é casado com a escritora e artista plástica Andreia Donadon Leal, com quem contraiu matrimônio em 2002. Atualmente eles moram em Mariana, no bairro Chacará, onde atuam em projetos educacionais, artisticos e literários.

## Obras publicadas
É autor e organizador de diversos livros e textos, sendo alguns deles:
1. Dô – Caminho, 1992.
2. Marília – sonetos desmedidos, 1996.
3. Jardim & Avenida, 1997.
4. Gênese da poesia e da vida, 1997.
5. Sáfaro, 1999.
6. Aldravismo – A literatura do Sujeito, 2002. (Organizador)
7. Leituras, Ciência e Arte na Linguagem, 2002 - (Organizador).
8. Nas Sendas de Bashô, 2005, com Senda V: Brejinho.
9. Reflexões - A linguística na Sala de Aula, 2007 - (Organizador).
10. Vereda dos Seixos, 2009. Ventre de Minas, 2009.
11. Germinais, 2011.
12. João-sem-braço, contos, 2014.

## Honrarias

### Prêmios
Recebeu diversos prêmios nacionais e internacionais ao longo de sua carreira, entre eles:
- Medalha de Ouro da Academia de Mérito e Devoção Francesa (2012);
- Membro Correspondente da Academia de Letras e Artes de Cascais - Portugal (2011);
- Medalha Arthur da Távola, Instituto Brasileiro de Culturas Internacionais (2008)
- Certificado de Mérito Cultural, CLESI - Clube dos Escritores de Ipatinga, em 28/11/2004;
- 1º Festival Universitário de Literarura Xerox do Brasil e Revista Livro Aberto, Xerox do Brasil e revista Livro Aberto (1997);
- Classificação no 1º Concurso de Poesia Linguagem Viva, União Brasileira de Escritores (1993);

### Associações Acadêmicas
É membro de diversas academias de letras e artes nacionais e internacionais, entre elas:
- Academia Marianense de Letras, Artes e Ciências (AML);
- Academia de Letras, Artes e Ciências - Brasil (ALACIB);
- Sociedade Brasileira de Poetas Aldravianistas
- Academia Municipalista de Letras de Minas Gerais (AMULMIG).
- Membro honorário da Academia de Letras e Artes de Portugal;
- Membro Correspondente da Academia de Letras e Artes de Cascais (Portugal);
- Membro da Academia Pan-Americana de Letras;